# Arthur Brown (cầu thủ bóng đá, sinh năm 1885)
Arthur Samuel Brown (6 tháng 4 năm 1885 – 27 tháng 6 năm 1944) là một cầu thủ bóng đá người Anh thi đấu ở vị trí tiền đạo.

## Sự nghiệp
Brown thi đấu ở Football League cho Gainsborough Trinity, Sheffield United, Sunderland, Fulham và Middlesbrough. Brown có 2 lần khoác áo Đội tuyển bóng đá quốc gia Anh.